# Sam de Jong
 (octobre 2018).
Si vous disposez d'ouvrages ou d'articles de référence ou si vous connaissez des sites web de qualité traitant du thème abordé ici, merci de compléter l'article en donnant les références utiles à sa vérifiabilité et en les liant à la section « Notes et références ».
 Sam de Jong, né le 21 mai 1986 à Amsterdam, est un réalisateur et scénariste néerlandais.

## Filmographie
- 2012 : Magnesium[2]
- 2014 : Malaguti Phantom[3]
- 2014 : Marc Jacobs[4]
- 2015 : Prince[5]